# Fernando Carlos Redondo Neri
Fernando Carlos Redondo Neri (nascut a Adrogué, Província de Buenos Aires, el 1969) és un exfutbolista professional argentí que va jugar com a mig defensiu en diversos clubs, entre els quals en el Reial Madrid i també va jugar amb la selecció argentina.
De petit va fer els seus primers passos futbolístics en un equip de futbol sala, Tallers d'Escalada. Més tard, el seu pare el va portar a fer proves a Argentinos Juniors, on finalment va ser fitxat i va fer el seu debut en primera divisió amb 15 anys, el 1985, davant Gimnàstica i Esgrima de La Plata. Després de cinc anys en el club, és traspassat al C.D. Tenerife, on no acaba de rendir a causa d'una ratxa de lesions. Sota les ordres de l'exjugador del Reial Madrid, Jorge Valdano, va arribar a participar en la Copa de la UEFA. Quan aquest últim és contractat com el nou mànager de l'equip blanc, Redondo es muda a la capital al costat d'ell, per una suma aproximada de 3 milions i mig de dòlars dels EUA.
Els seus anys clau professionalment, els va passar en el R. Madrid, on va obtenir dues vegades el campionat de La Liga (les temporades 1994/95 i 1996/97) i dues vegades la Lliga de Campions de la UEFA (1997/98 i 1999/00), sent nomenat en aquesta última temporada com el jugador més valuós de la competició. El 2000, va ser polèmicament transferit a l'AC Milan, on les lesions novament no li van permetre desplegar el seu potencial. Durant aquest període d'inactivitat, Redondo va renunciar al seu sou. Finalment, en no trobar una millora, va decidir retirar-se del futbol professional el 2004.